# Piet Rooijakkers
Piet Rooijakkers (né le 16 août 1980 à Gerwen) est un coureur cycliste néerlandais, professionnel de 2005 à 2010. Il est ensuite manager d'équipe.

## Biographie
Piet Rooijakkers commence sa carrière en 2003 dans l'équipe Löwik Meubelen. En 2005, il rejoint AXA Pro-Cycling Team, avec laquelle il remporte une étape de l'Olympia's Tour. Il est recruté en 2006 par Skil-Shimano. Il se classe neuvième du Tour du Danemark 2006, cinquième du Quatre Jours de Dunkerque 2007 et septième du Ster Elektrotoer en 2008. Il participe au Tour de France 2009 avec Skil-Shimano. Il abandonne lors de la 4e étape. Victime d'une chute, il souffre « d'une fracture ouverte des deux os de l'avant-bras gauche avec important déplacement, d'une plaie importante du coude gauche avec possibilité de lésion osseuse et de multiples traumatismes (main droite, côtes gauche, traumatisme crânien léger) ».
Il est ensuite manager de l'équipe Baby-Dump entre 2015 et 2019.

## Palmarès
- 2003
  - 2e du Tour d'Overijssel
- 2004
  - 2e du Tour d'Overijssel
- 2005
  - 9e étape de l'Olympia's Tour
- 2008
  - 1reb étape du Brixia Tour (contre-la-montre par équipes)

## Résultats sur les grands tours

### Tour de France
- 2009 : abandon (4e étape)

## Classements mondiaux
| Année           | 2005 | 2006 | 2007 | 2008 | 2009 | 2010 |
| --------------- | ---- | ---- | ---- | ---- | ---- | ---- |
| UCI Asia Tour   |      |      |      | 339e |      |      |
| UCI Europe Tour | 457e | 303e | 352e | 465e | 452e | 582e |